# Чемпионат России по футболу среди женщин 2011/2012
Чемпионат России по футболу среди женщин 2011/2012 — 20-й сезон Высшего дивизиона в системе женских футбольных лиг России. Сезон являлся переходным на систему «весна−осень−весна» вслед за российской мужской Премьер-Лигой 2011/2012, однако, после двух сезонов, будет произведён возврат к системе «весна−осень». При этом розыгрыши Первого и Второго дивизионов 2011 года на новую систему не переводились. Сезон начался 16 апреля 2011 года и завершился 28 июня 2012 года. Чемпионом в четвертый раз стала Россиянка (Красноармейск).

## Участники
Сводная статистика участников
учтены матчи завершённых сезонов
без учёта мячей забитых в сериях послематчевых пенальти
с учётом технических результатов
легенда
 — команда была Чемпионом
 — команда была вице-чемпионом
 — команда была бронзовый призёром
| команда        | команда       | сезоны | сезоны                | Результаты выступлений | Результаты выступлений | Результаты выступлений | Результаты выступлений | Результаты выступлений | Результаты выступлений | Результаты выступлений | Результат в сезоне 2010    | Примечания                             |
| наименование   | город         | #      | года                  | И                      | В                      | Н                      | П                      | ЗМ                     | ПМ                     | РМ                     | Результат в сезоне 2010    | Примечания                             |
| -------------- | ------------- | ------ | --------------------- | ---------------------- | ---------------------- | ---------------------- | ---------------------- | ---------------------- | ---------------------- | ---------------------- | -------------------------- | -------------------------------------- |
| Энергия        | Воронеж       | 16     | 1992—2004, 2008—2010  | 313                    | 212                    | 38                     | 63                     | 795                    | 243                    | +552                   | Высший дивизион, 2-е место | Энергия-XXI век (1999-2001)            |
| Рязань-ВДВ     | Рязань        | 13     | 1997—2003, 2005—2010  | 232                    | 126                    | 26                     | 80                     | 538                    | 324                    | +214                   | Высший дивизион, 5-е место | ВДВ (1997—1999) Рязань-ТНК (2000—2003) |
| Кубаночка      | Краснодар     | 8      | 1992, 1996—2001, 2010 | 168                    | 47                     | 20                     | 101                    | 153                    | 280                    | -127                   | Высший дивизион, 7-е место | Седин-Шисс (1992)                      |
| Россиянка      | Красноармейск | 7      | 2004—2010             | 124                    | 94                     | 19                     | 11                     | 439                    | 98                     | +341                   | Высший дивизион, 1-е место |                                        |
| Звезда-2005    | Пермь         | 4      | 2007—2010             | 70                     | 56                     | 5                      | 9                      | 209                    | 59                     | +150                   | Высший дивизион, 3-е место |                                        |
| ШВСМ Измайлово | Москва        | 4      | 2007—2010             | 68                     | 28                     | 12                     | 28                     | 94                     | 99                     | -5                     | Высший дивизион, 4-е место |                                        |
| Зоркий         | Красногорск   | —      | —                     | —                      | —                      | —                      | —                      | —                      | —                      | —                      | Первый дивизион, 1-е место | дебютант                               |
| Мордовочка     | Саранск       | —      | —                     | —                      | —                      | —                      | —                      | —                      | —                      | —                      | Первый дивизион, 3-е место | дебютант                               |

1. ↑  не учтён сезон 2004 года: «Рязань-ВДВ» провела 2 матча и снялась с розыгрыша

Клуб Высшего дивизиона 2010 «УОР-Звезда» (Звенигород) перешел в Первый дивизион 2011 как молодёжная команда «Россиянки».
Занявшее в Первом дивизионе 2010 второе место «Чертаново» (Москва), в связи с финансовыми трудностями, отказалось от выхода в Высший дивизион, и его место заняла «Мордовия» (Саранск), занявшая 3-е место и сменившая название на «Мордовочка».

### Места проведения соревнований
| Название клуба | Город              | Стадион        | Вместимость | Генеральные спонсоры                                          |
| -------------- | ------------------ | -------------- | ----------- | ------------------------------------------------------------- |
| Звезда-2005    | Пермь              | Звезда         | 20 000      | Администрация Пермского края                                  |
| Кубаночка      | Краснодар          | Труд           | 3 000       |                                                               |
| Россиянка      | Московская область | Красноармейск  | 5 050       | Администрация Московской области                              |
| Рязань-ВДВ     | Рязань             | ЦСК            | 25 000      | Администрация Рязанской области                               |
| Зоркий         | Красногорск        | Зоркий         | 8 000       |                                                               |
| ШВСМ Измайлово | Москва             | Крылья Советов | 4 900       | Правительство Москвы, Москомспорт, группа компаний «Донстрой» |
| Энергия        | Воронеж            | Рудгормаш      | 32 000      | Администрация Воронежской области                             |
| Мордовочка     | Саранск            | Старт          | 11 613      | Администрация республики Мордовия                             |

## Турнирная таблица
| Поз | Команда                   | И  | В  | Н | П  | МЗ | МП | РМ  | О  | Квалификация или выбывание |
| --- | ------------------------- | -- | -- | - | -- | -- | -- | --- | -- | -------------------------- |
|     | Россиянка (Красноармейск) | 28 | 23 | 3 | 2  | 85 | 20 | +65 | 72 | Плей-офф Лиги чемпионов    |
|     | Зоркий (Красногорск)      | 28 | 17 | 4 | 7  | 58 | 31 | +27 | 55 | Плей-офф Лиги чемпионов    |
|     | Энергия (Воронеж)         | 28 | 17 | 3 | 8  | 66 | 25 | +41 | 54 | Переход во Второй дивизион |
| 4   | Звезда-2005 (Пермь)       | 28 | 15 | 4 | 9  | 60 | 37 | +23 | 49 |                            |
| 5   | ШВСМ Измайлово (Москва)   | 28 | 9  | 3 | 16 | 26 | 43 | -17 | 30 |                            |
| 6   | Кубаночка (Краснодар)     | 28 | 7  | 3 | 18 | 19 | 53 | -34 | 24 |                            |
| 7   | Рязань-ВДВ (Рязань)       | 28 | 6  | 6 | 16 | 24 | 50 | -26 | 24 |                            |
| 8   | Мордовочка (Саранск)      | 28 | 4  | 2 | 22 | 17 | 96 | -79 | 14 |                            |

1. ↑  «Энергия» по финансовым причинам перешла во Второй дивизион, и в сезоне 2012 участвовала в чемпионате зоны Черноземье (общего финала среди клубов Второго дивизиона в сезоне 2012 не было)
2. 1 2  Число побед во всех матчах: Кубаночка: 7, Рязань-ВДВ: 6

Правила классификации:

Пункт 10.2. В случае равенства очков у двух и/или более команд места команд (кроме первого) в текущей и итоговой таблице Чемпионата России по футболу определяются:
− по наибольшему числу побед во всех матчах;
− по результатам игр(ы) между собой (число очков, число побед, разность забитых и пропущенных мячей, число забитых мячей, число забитых мячей на чужом поле);
− по лучшей разности забитых и пропущенных мячей во всех матчах;
− по наибольшему числу забитых мячей во всех матчах;
− по наибольшему числу мячей, забитых на чужих полях во всех матчах;
− по наименьшему количеству очков за нарушения игровой дисциплины (удаление – 5 очков, предупреждение – 1 очко).
При равенстве всех этих показателей места команд определяются жребием.
Пункт 10.3 В случае равенства очков у двух и/или более команд, набравших наибольшее их количество в итоговой таблице Чемпионата России по футболу, первое место определяется дополнительным матчем или дополнительным турниром в один круг, проводимыми между этими командами.

## Результаты матчей
8 команд сыграли каждая с каждой в четыре круга (по два матча дома и два в гостях).
| Команда                   | Россиянка | Зоркий | Энергия | Звезда-2005 | ШВСМ Измайлово | Кубаночка | Рязань-ВДВ | Мордовочка |
| ------------------------- | --------- | ------ | ------- | ----------- | -------------- | --------- | ---------- | ---------- |
| Россиянка (Красноармейск) |           | 2:2    | 2:0     | 3:0         | 3:1            | 4:0       | 4:0        | 7:0        |
| Россиянка (Красноармейск) | 4:4       | 2:3    | 2:2     | 6:0         | 2:0            | 2:0       | 5:0        |            |
| Зоркий (Красногорск)      | 1:2       |        | 0:3     | 1:4         | 1:2            | 1:0       | 1:0        | 5:0        |
| Зоркий (Красногорск)      | 2:1       | 2:1    | 0:2     | 3:0         | 2:0            | 6:0       | 4:1        |            |
| Энергия (Воронеж)         | 0:2       | 1:0    |         | 3:2         | 1:1            | 3:0       | 3:0        | 7:0        |
| Энергия (Воронеж)         | 0:1       | 3:1    | 1:0     | 2:2         | 0:1            | 0:1       | 5:0        |            |
| Звезда-2005 (Пермь)       | 1:4       | 1:1    | 2:4     |             | 0:1            | 5:0       | 3:0        | 4:0        |
| Звезда-2005 (Пермь)       | 0:2       | 1:3    | 2:1     | 1:1         | 2:2            | 4:1       | 5:0        |            |
| ШВСМ Измайлово (Москва)   | 0:1       | 0:1    | 0:1     | 0:3         |                | 1:2       | 0:3        | 3:0        |
| ШВСМ Измайлово (Москва)   | 1:3       | 0:2    | 0:2     | 2:3         | 1:0            | 0:1       | 2:0        |            |
| Кубаночка (Краснодар)     | 0:4       | 0:2    | 0:7     | 3:0         | 0:1            |           | 1:1        | 0:1        |
| Кубаночка (Краснодар)     | 1:2       | 1:3    | 0:3     | 0:2         | 2:1            | 2:0       | 1:0        |            |
| Рязань-ВДВ (Рязань)       | 1:2       | 0:0    | 1:1     | 0:2         | 0:2            | 0:2       |            | 1:1        |
| Рязань-ВДВ (Рязань)       | 1:4       | 0:1    | 0:2     | 1:3         | 2:1            | 0:0       | 5:2        |            |
| Мордовочка (Саранск)      | 0:4       | 2:4    | 0:7     | 0:4         | 0:1            | 4:1       | 1:1        |            |
| Мордовочка (Саранск)      | 0:5       | 0:5    | 3:2     | 1:2         | 0:2            | 1:0       | 0:4        |            |

 Домашняя победа  •  Ничья •  Домашнее поражение
1. 1 2 3  Технический результат

## Статистика чемпионата

### Лучшие бомбардиры
| Место | Игрок               | Клуб        | Голы (с пенальти) |
| ----- | ------------------- | ----------- | ----------------- |
| 1     | Эмюиджи Огбиагбевха | Энергия     | 15 (2)            |
| 2     | Олеся Курочкина     | Звезда-2005 | 13                |
| 3     | Фатима Лейва        | Зоркий      | 13 (7)            |
| 4     | Елена Морозова      | Зоркий      | 12                |
| 5     | Ольга Петрова       | Россиянка   | 12                |
| 6     | Наталья Шляпина     | Россиянка   | 12 (3)            |

### Рекорды сезона
- Самая крупная победа хозяев (+7): 7:0 в матчах «Энергия»—«Мордовочка», 30 апреля 2011, «Россиянка»—«Мордовочка», 16 июня 2011
- Самая крупная победа гостей (+7): 0:7 в матчах «Кубаночка»—«Энергия», 4 июня 2011, «Мордовочка»—«Энергия», 10 июля 2011
- Наибольшее количество забитых мячей в одном матче (8): 4:4 в матче «Россиянка»—«Зоркий», 28 июня 2012
- Наибольшее количество голов, забитых одной командой в матче (7): 7:0 в матчах «Энергия»—«Мордовочка», 30 апреля 2011, «Россиянка»—«Мордовочка», 16 июня 2011, 0:7 в матчах «Кубаночка»—«Энергия», 4 июня 2011, «Мордовочка»—«Энергия», 10 июля 2011
- Самый популярный счёт (1:0): 19 раз (17,43% от всех матчей)